# Herbert Kuntze
Herbert Kuntze (* 8. Februar 1930 in Delitzsch, Sachsen; † 29. Mai 1995 in Bremen) war ein deutscher Bodenkundler.

## Leben und Wirken
Kuntze studierte seit 1951 Landwirtschaft an der Universität Göttingen und promovierte dort 1956 im Fachgebiet Bodenkunde mit einer Dissertation über Aufbau und Eigenschaften von Harnstoff-Kondensaten. Anschließend arbeitete er als wissenschaftlicher Assistent an der Grünlandlehranstalt und Marschversuchsstation in Infeld bei Nordenham. Hier richtete er ein bodenphysikalisches Laboratorium ein und beschäftigte sich vorwiegend mit Fragen des Bodenwasserhaushalt und des Bodengefüges. Als Ergebnis dieser Forschungstätigkeit entstand die Schrift „Die Marschen – Schwere Böden in der landwirtschaftlichen Evolution. Nutzung und Verbesserungsmöglichkeiten schwieriger Standorte“, mit der er sich 1965 an der Universität Göttingen für das Fachgebiet „Boden- und Landeskultur“ habilitierte.
Von Infeld aus wechselte Kuntze 1964 als Abteilungsleiter und stellvertretender Direktor an die Moor-Versuchsstation in Bremen. 1969 wurde diese Station in das Niedersächsische Landesamt für Bodenforschung eingegliedert. Unter der neuen Bezeichnung „Bodentechnologisches Institut“ hat Kuntze als Direktor diese Forschungseinrichtung von 1969 bis zu seiner Pensionierung im Februar 1995 geleitet. Während dieser Zeit bearbeitete er zunehmend Fragen des Boden- und Gewässerschutzes im Zusammenhang mit aktuellen Problemen des Natur- und Landschaftsschutzes. Seit 1965 hielt er an der Universität Göttingen regelmäßig Vorlesungen über „Boden- und Landeskultur“. 1970 wurde ihm der Titel außerplanmäßiger Professor verliehen. Bis 1995 hat er am Göttinger Institut für Bodenkunde 66 Diplomarbeiten betreut und 21 Doktoranden zur Promotion geführt.
Kuntze veröffentlichte über 400 Beiträge in wissenschaftlichen und praxisnahen Zeitschriften. Außerdem war er Autor bzw. Ko-Autor mehrerer Bücher. Hervorzuheben ist das von ihm federführend herausgegebene Buch „Bodenkunde“ (1969), dessen fünfte Auflage in Zusammenarbeit mit G. Roeschmann und G. Schwertfeger 1994 erschienen ist. Seit 1972 war Kuntze Mitherausgeber und seit 1974 federführender Herausgeber der Zeitschrift für „Kulturtechnik und Flurbereinigung“ (seit 1989: „Zeitschrift für Kulturtechnik und Landentwicklung“).
Über zwanzig Jahre lang war Kuntze stellvertretender Vorsitzender des Ausschusses für Landeskultur der Deutschen Landwirtschafts-Gesellschaft. Für diese engagierte Tätigkeit wurde er 1982 mit der Max-Eyth-Denkmünze in Silber ausgezeichnet. Große Verdienste erwarb er sich um die Deutsche Bodenkundliche Gesellschaft. Als deren Vizepräsident (1982–1985) und als deren Präsident (1986–1993) hat er das Profil dieser wissenschaftlichen Fachgesellschaft nachhaltig mitgeprägt.

## Hauptwerke
- Die Marschen – schwere Böden in der landwirtschaftlichen Evolution. Nutzungs- und Verbesserungsmöglichkeiten schwieriger Standorte. Paul Parey, Berlin 1965 = Habil.-Schr. Univ. Göttingen
- Bodenkunde (mit Werner Baden, Johannes Niemann, Georg Schwerdtfeger u. F.-J. Vollmer). Eugen Ulmer Stuttgart 1969; 2. völlig neubearb. Aufl. ebd. 1981 = Uni-Taschenbuch Bd. 1106; 3. verb. Aufl. ebd. 1983; 4. erw. u. neubearb. Aufl. ebd. 1988; 5. neubearb. u. erw. Aufl. (mit Günter Roeschmann und Georg Schwerdtfeger) ebd. 1994. = UTB für Wissenschaft Bd. 8076.